# Dolores Walker
Dolores Walker Cortés (Purén, 2 de mayo de 1931) es una pintora, grabadista y catedrática chilena que ha incursionado principalmente en el arte contemporáneo y el realismo pictórico. Es esposa del también pintor Carlos Vásquez, y pertenece al grupo de pintores del exilio, junto a su marido, Angélica Quintana, Ernesto Fontecilla, Iván Vial y Jorge Salas, entre otros.

## Vida y obra
Nacida en la comuna de Purén, en la Región de La Araucanía, estudió pedagogía en dibujo y pintura en la Universidad de Chile, que complementó en la Escuela Superior de Arte y Diseño en la Universidad Carolingia de Praga en Checoslovaquia (actual República Checa).
Su obra se caracteriza por la mezcla de diversas técnicas provenientes de la pintura y el grabado en formatos de mediano y gran tamaño; en sus trabajos se observa «una visión barroca con dos vertientes temáticas: naturaleza y objetos de la vida cotidiana, incluyendo elementos como plantas, césped, frutas, cristalería y manteles, los que transforma en motivos recurrentes de sus paisajes y naturalezas muertas».
También destacó a partir de la década de 1960 en el ámbito del grabado, junto a otras exponentes como Dinora Doudchitzky, Roser Bru y Florencia de Amesti.
Exposiciones y distinciones
Ha participado en varias exposiciones individuales y colectivas durante su carrera, entre ellas la I, II, III y IV Bienal Americana de Grabado de Santiago (1964, 1966, 1968 y 1970 respectivamente), en el Salón Oficial del Museo de Arte Contemporáneo de Santiago de 1957, 1958, 1959, 1960, 1961 y 1962, la Bienal de Grabado en Color de Yugoslavia (1962), I Trienal de Arte Contemporáneo de Nueva Delhi (1965), las muestras Dolores Walker - Carlos Vásquez (1996) en el Museo Nacional de Bellas Artes de Chile, Figuraciones Diferenciadas (1996) en la Real Academia de Bellas Artes de San Fernando en Madrid, Mirando a Neruda: Imagen de un Centenario, Pintores Chilenos y Españoles Ilustran Neruda (2004), Pintores Chilenos Contemporáneos de la 2ª. Mitad del Siglo XX (2005), Altazor, Pintores Chilenos y Españoles Ilustrando a Huidobro (2008) y Todas íbamos a ser reinas… pintoras chilenas y españolas ilustran a Gabriela Mistral (2010) en el Museo de América de Madrid, entre otras exposiciones en Chile, América Latina y Europa.